# Ernst Meyer (konstnär)
Ernst (ursprungligen Ahron) Meyer, född den 11 maj 1797 i Altona, död den 31 januari 1861 i Rom, var en dansk målare. 
Meyer kom till Köpenhamn 1812 och blev elev vid konstakademien, rönte där inflytande av Eckersberg, reste så till München, stannade där i tre år, var elev av Cornelius och målade romantiska medeltidsämnen, kom till Rom 1824 och fann där den motivkrets, som bäst lämpade sig för hans utåtvända, levnadsglada sinne. Italienskt folkliv, brokiga dräkter, lustiga typer målade och tecknade han, såsom präster, munkar, fiskare och glada, vackra flickor. Hans kvickhet och under alla förhållanden strålande lynne gjorde honom till en medelpunkt i danska och tyska konstnärskretsar. En muskelsjukdom, som tvang honom att gå på kryckor, förtog ej hans överflödande levnadsglädje och älskvärda spiritualitet. Hans målningar – till lynne och målningssätt mera tyska än danska – visade kvick karakteristik, skönhetssökande och ibland en liten dos sentimentalitet. Hans motiv är En offentlig brevskrivare i Rom (1828), Neapolitansk fiskarfamilj (1833), Landstigning på Capri (1837), En gosse förs till klostret och Ave Maria (1853). Flera av dessa motiv samt typer och karaktärsstudier finns i Köpenhamns konstmuseum, i Thorvaldsens museum, Hirschsprungs galleri och Glyptoteket. Flertalet av Meyers alster såldes till Tyskland, England och Amerika. 1843 besökte Meyer Köpenhamn och blev då invald i konstakademien. Under den oroliga tiden omkring 1848 vistades han fyra år i Paris och Schweiz, men återvände sedan till Rom. På café Greco, hans och de nordiska konstnärernas stamhåll där under årtionden, träffades han av ett slaganfall, som medförde döden.

## Utmärkelser
- Riddare av Dannebrogorden,  1852[1]

[Redigera Wikidata]